# Гюден, Теодор
Жан Антуан Теодор Гюден (фр. Jean Antoine Théodore de Gudin; 15 августа 1802, Париж — 11 апреля 1880, Булонь-Бийанкур) — французский художник.

## Биография
Был учеником Жироде-Триозона и барона Гро, но посвятил себя изображению моря, кораблей, морских сражений и т. п. Картины в этом роде, выставленные им в Парижском салоне 1822 года, обратили на него общее внимание; но его известность в особенности упрочилась с 1831 года, после появления перед публикою лучшего из всех его произведений: «Подвиг капитана Десса при крушении голландского корабля Колумбус». Получив в 1838 году поручение увековечить кистью память о славных эпизодах истории французского флота, он написал 90 картин, из которых 63 хранились в Версальском дворце, а остальные — в семье герцога Омальского. В 1838—1840 годах путешествовал на Восток, а в 1841 году по приглашению императора Николая I посетил Россию. 
Число исполненных Гюденом картин огромно. Многие из них свидетельствуют о том, что он был наделён тонким чувством гармонии тонов, владел прекрасным колоритом и умно выбирал мотивы морской природы и подходящий к ним стаффаж. Но, будучи постоянно завален заказами, он нередко работал небрежно, впадал в декоративность, в излишнее щегольство бравурностью исполнения и в изысканную эффектность. Поэтому слава его быстро померкла, и последние годы своей жизни он провел забытый почти всеми. 
Картины Гюдена встречаются повсюду; во Франции, кроме Версаля, они имеются в Люксембургском дворце и во многих провинциальных музеях — в Нанте, Авиньоне, Перпиньяне и пр. В Санкт-Петербурге несколько картин хранилось в императорских дворцах и в частных коллекциях; одна («Морское сражение») — в Кушелевской галерее академии художеств.
Дочь Теодора Гюдена Анриэтта также стала художницей-маринисткой.
Среди его учеников был, в частности, Фердинанд Виктор Перро.

## Галерея

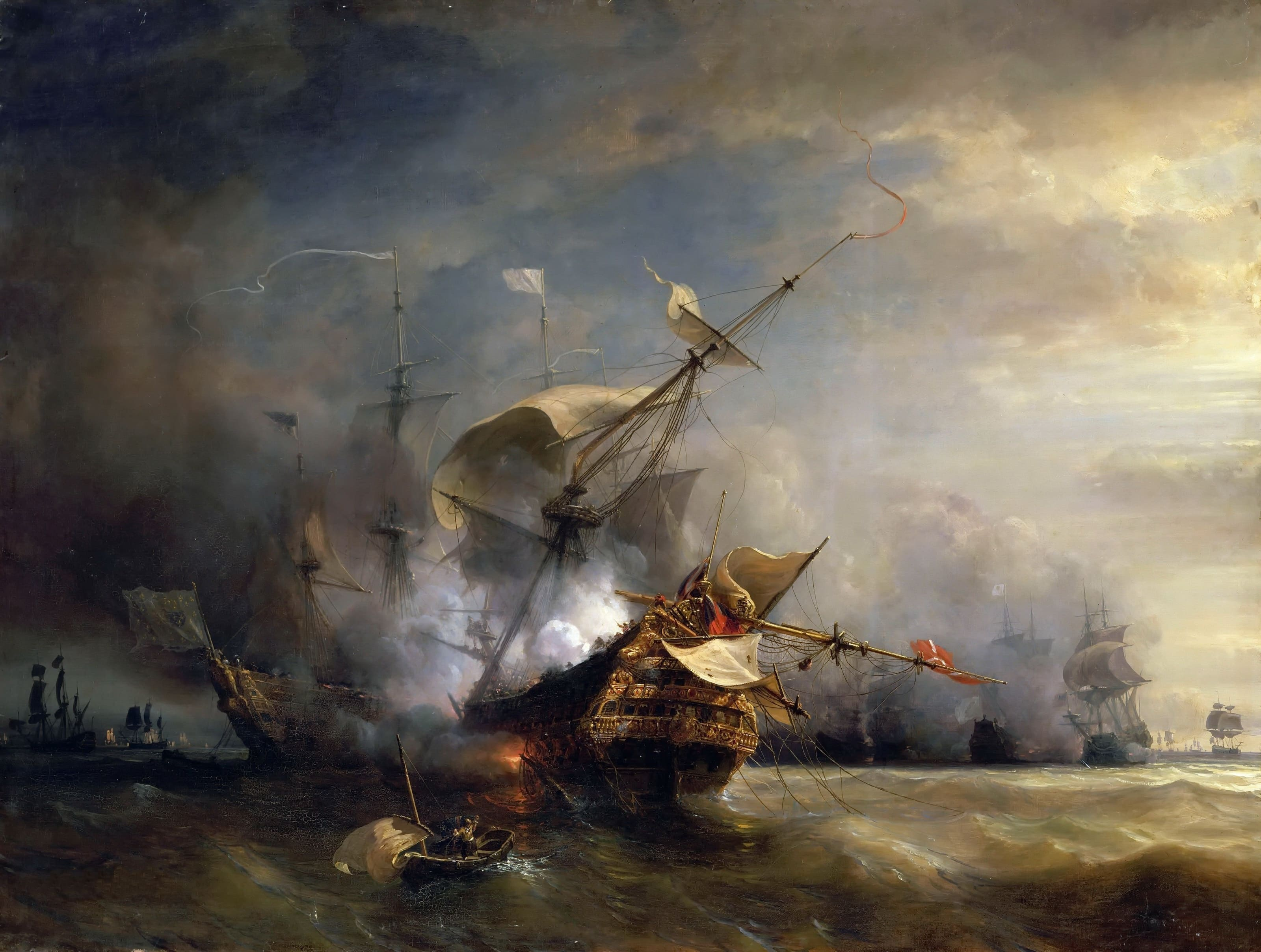
Bataille du cap Lizard en 1707.
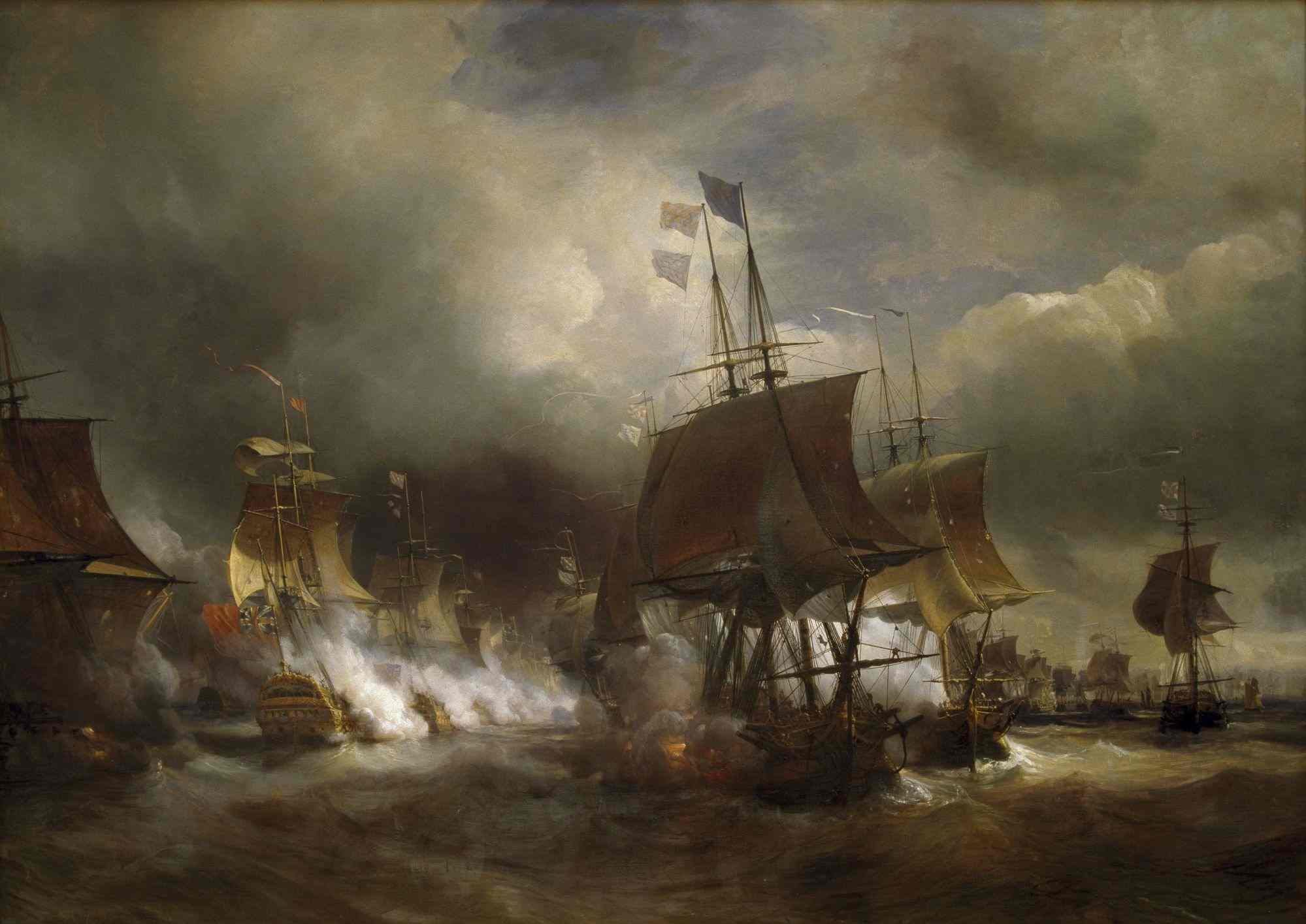
La bataille d'Ouessant en 1778.
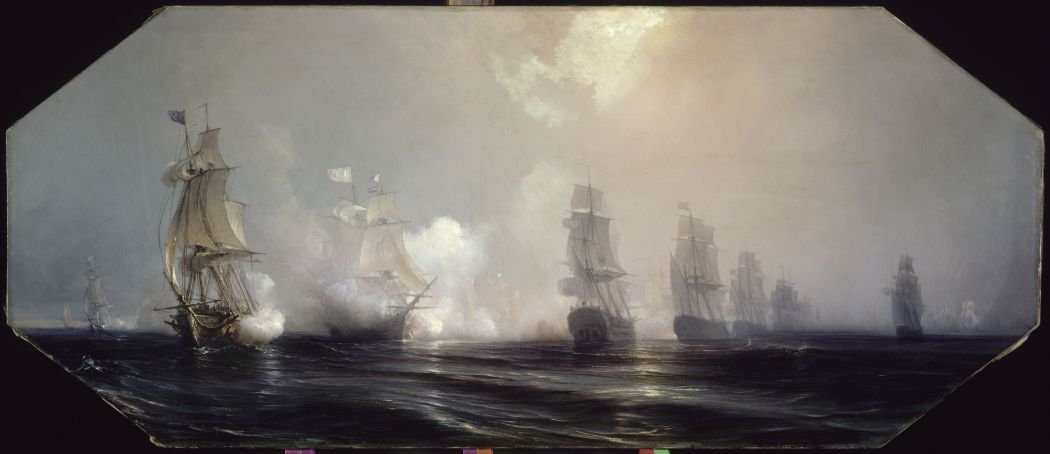
La bataille de Chesapeake le 5 septembre 1781.